# Urad za domovinsko varnost Združenih držav Amerike
Urad za domovinsko varnost Združenih držav Amerike je urad v sklopu vlade Združenih držav Amerike z dolžnostmi v zvezi z republiško varnostjo. Primerljiv je z ministrstvi za notranje zadeve v drugih državah. Njihove naloge vključujejo boj proti terorizmu, varnost meja, priseljevanje in carine, kibernetsko varnost ter preprečevanje in obvladovanje nesreč. Ustvarjen je bil kot odgovor na napade 11. septembra in je najmlajši ameriški urad ministrstva.
V proračunskem letu 2017 mu je bil dodeljen neto diskrecijski proračun v višini 40,6 milijarde dolarjev. Z več kot 240.000 zaposlenimi je Urad za domovinsko varnost tretji največji urad takoj za uradom za obrambo in uradom za veteranske zadeve. Domovinsko varnostno politiko v Beli hiši usklajuje Svet za domovinsko varnost. Druge agencije z znatno odgovornostjo domovinske varnosti pa vključujejo oddelke za zdravje in socialne storitve, pravosodje in energijo.
Nekdanjega sekretarja Johna F. Kellyja je 5. decembra 2017 zamenjal sekretar Kirstjen Nielsen.